# CPH PIX
CPH PIX era un festival cinematografico che si teneva annualmente a Copenaghen, in Danimarca. Creato nel 2008 dalla fusione del Copenhagen International Film Festival e del NatFilm Festival, il festival si è svolto dal 2009 al 2021.
L'evento è stato organizzato dall'organizzazione Copenhagen Film Festivals, che gestisce anche il festival del documentario CPH:DOX. Tra il 2016 e il 2018, il CPH PIX ha "incorporato" il Buster Film Festival per bambini e ragazzi.

## Storia
Il CPH PIX è nato dalla fusione, nel 2008, del Copenhagen International Film Festival e del NatFilm Festival, dando vita all'organizzazione Copenhagen Film Festivals. Il Copenhagen Film Festivals organizza anche il festival del documentario CPH:DOX. Il festival è stato fondato da Jacob Neiiendam, ex responsabile della programmazione del Copenhagen International Film Festival dal 2005 al 2007 e corrispondente nordico per Screen International dal 1999 al 2005.
La prima edizione del CPH PIX si è tenuta nell'aprile 2009, con un pubblico di 36.500 persone: la folla più numerosa mai registrata per un festival cinematografico a Copenaghen all'epoca. Il festival è cresciuto fino a raggiungere un pubblico di 78.000 persone nel 2017.
Nel 2016 il festival si è fuso con il Buster Film Festival bambini e ragazzi e anche la durata del festival è stata spostata da aprile a ottobre/novembre. Dal 2016, Jacob Neiiendam e il fondatore e direttore di CPH:DOX Tine Fischer sono stati co-CEO di tutti e tre i festival (CPH PIX, CPH:DOX e BUSTER). Nel settembre 2018 è stato annunciato che Jacob Neiiendam si sarebbe dimesso dopo il 31 ottobre e che Fischer avrebbe continuato a ricoprire il ruolo di unico CEO per tutti e tre i festival.
Neiiendam era stato nominato presidente della Accademia cinematografica danese e dal 2013 dirigeva il Premio Robert (i premi cinematografici danesi). Ha avuto un ruolo continuativo nel comitato di selezione per l'Accademia del cinema europeo.
Fino al 2018, il festival durava due settimane, con un fitto programma di oltre 200 film provenienti da tutto il mondo, oltre a 700 eventi e attività legate al cinema. Dopo il cambio di gestione, il format del festival è stato rilanciato con una nuova edizione compressa del WEEKEND. La prima edizione WEEKEND si è tenuta nel 2019.
Nel 2020, il CPH PIX è stato annullato a causa della pandemia di COVID-19.
Nel febbraio 2021 è stato annunciato che Tine Fischer si sarebbe dimesso dal ruolo di CEO dopo la diciottesima edizione (dal 21 aprile al 2 maggio 2021) per assumere la carica di direttore della Scuola nazionale di cinema della Danimarca. L'edizione del 2021 è stata una versione ridotta dell'evento, durata cinque giorni e con la proiezione di 40 film, ed è stata l'ultima edizione del festival.
Nel giugno 2022 è stato annunciato che il festival avrebbe chiuso definitivamente, dopo aver avuto problemi finanziari per alcuni anni nella nuova era dei servizi di streaming e non essere riuscito a raccogliere i fondi necessari.

## Galleria d'immagini

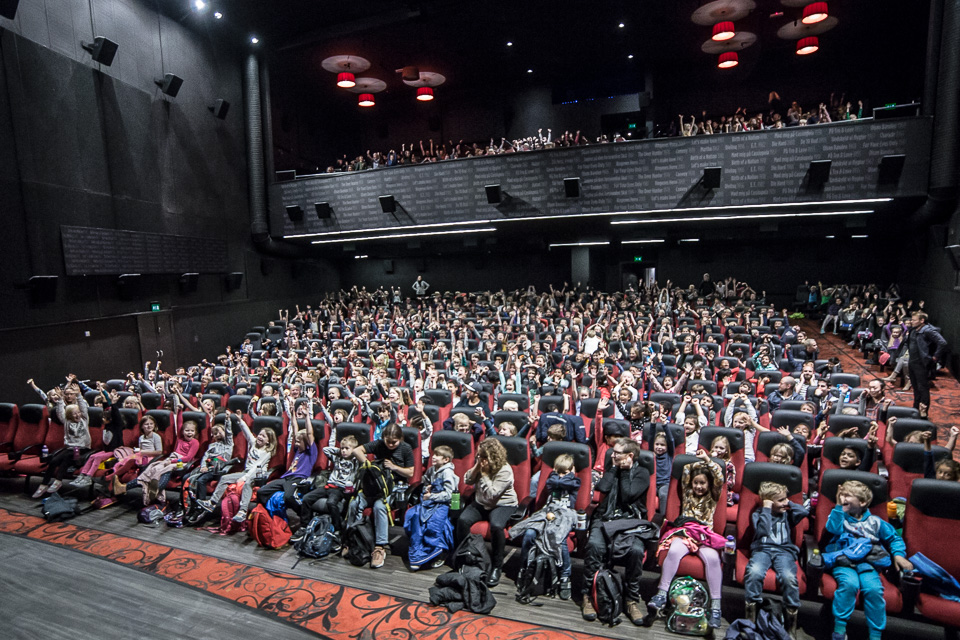
BUSTER festival cinematografico per bambini
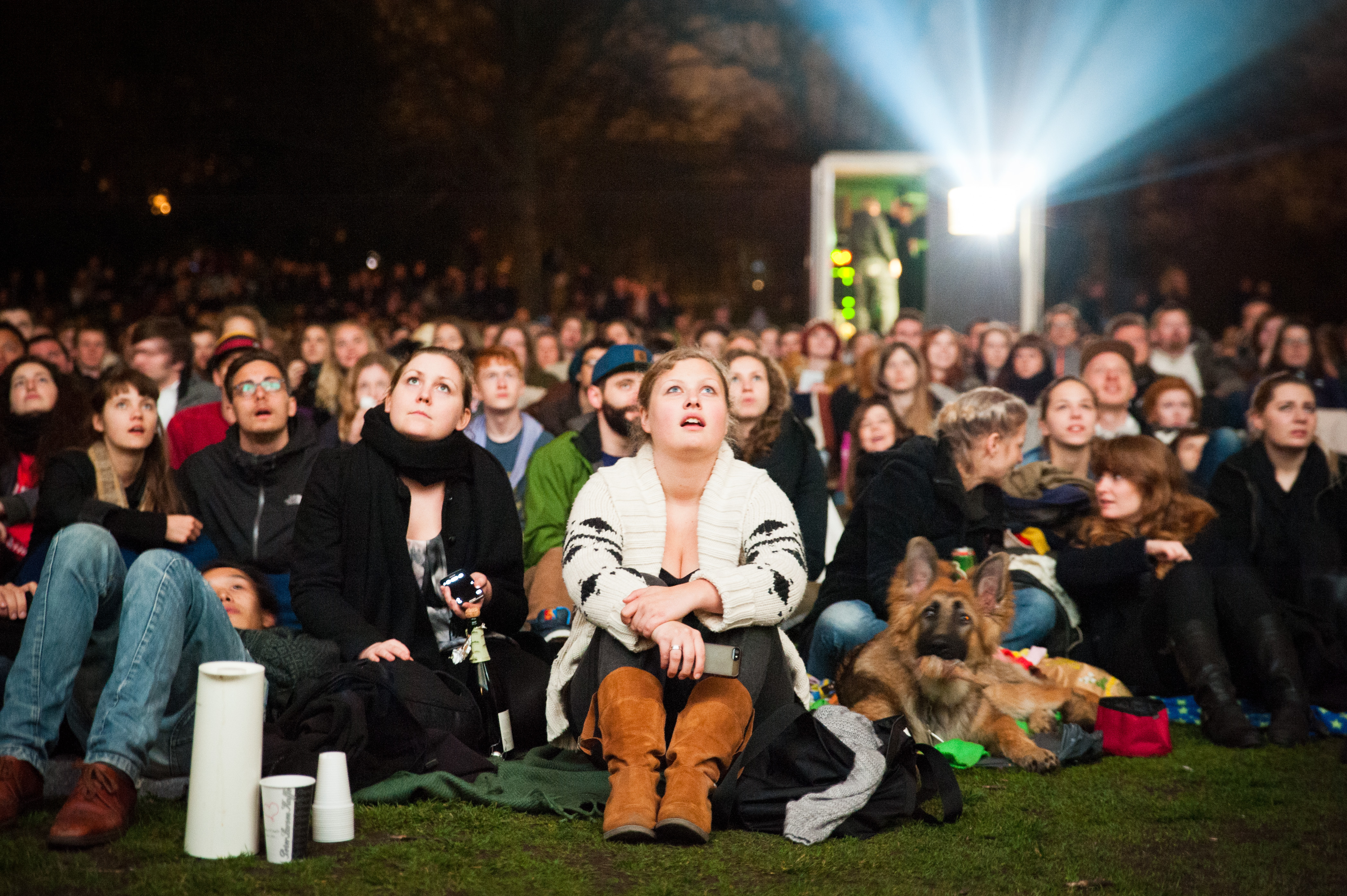
Proiezione all'aperto della prima stagione di Game of Thrones 2014
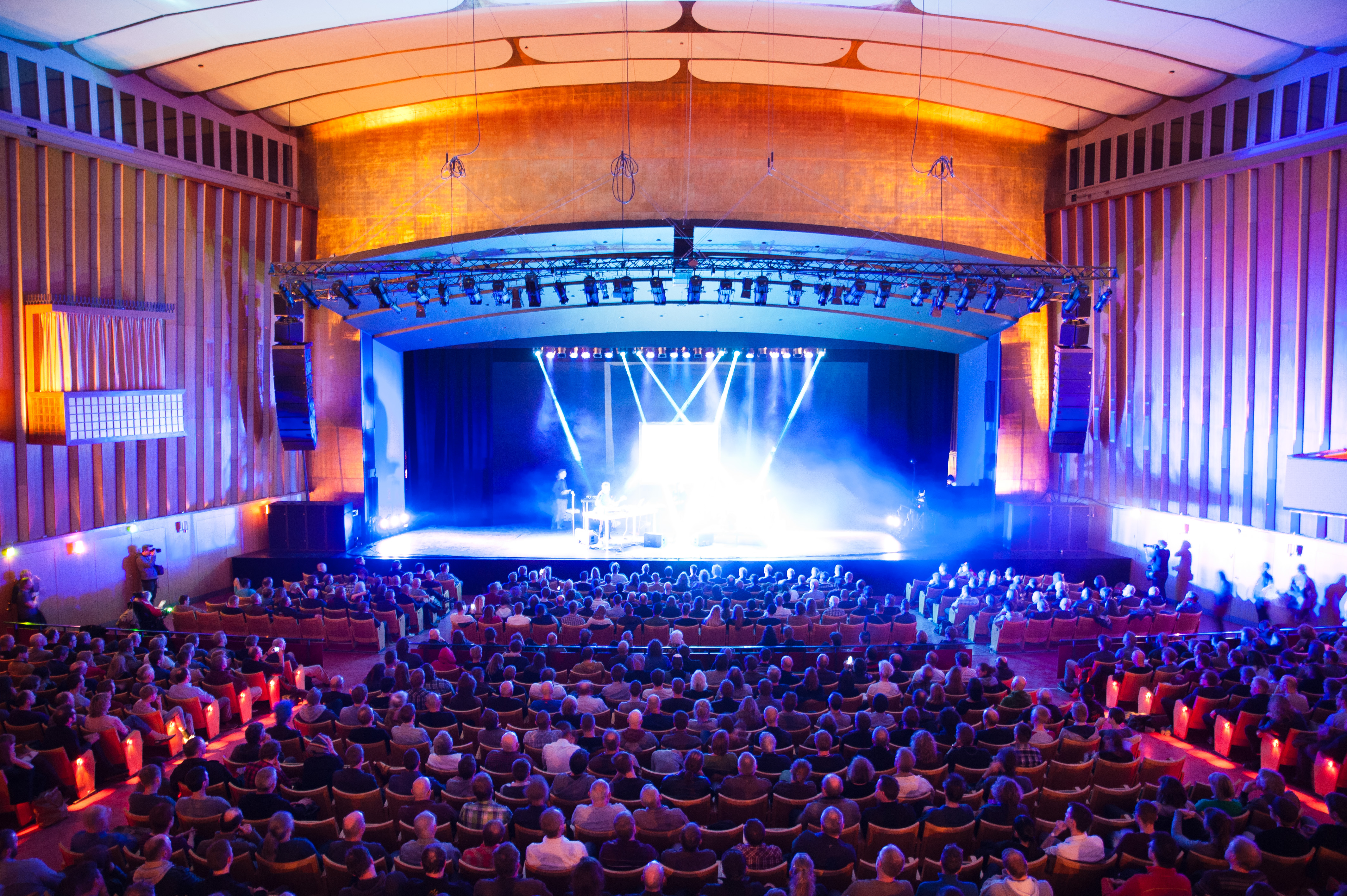
Concerto durante CPH PIX
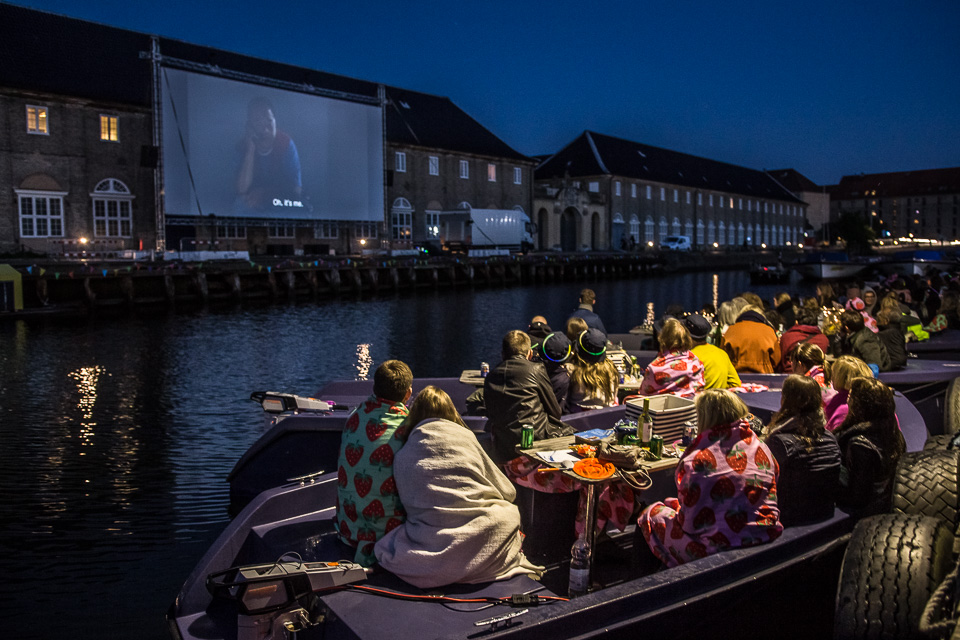
Proiezione di film in esterni nei canali di Copenaghen
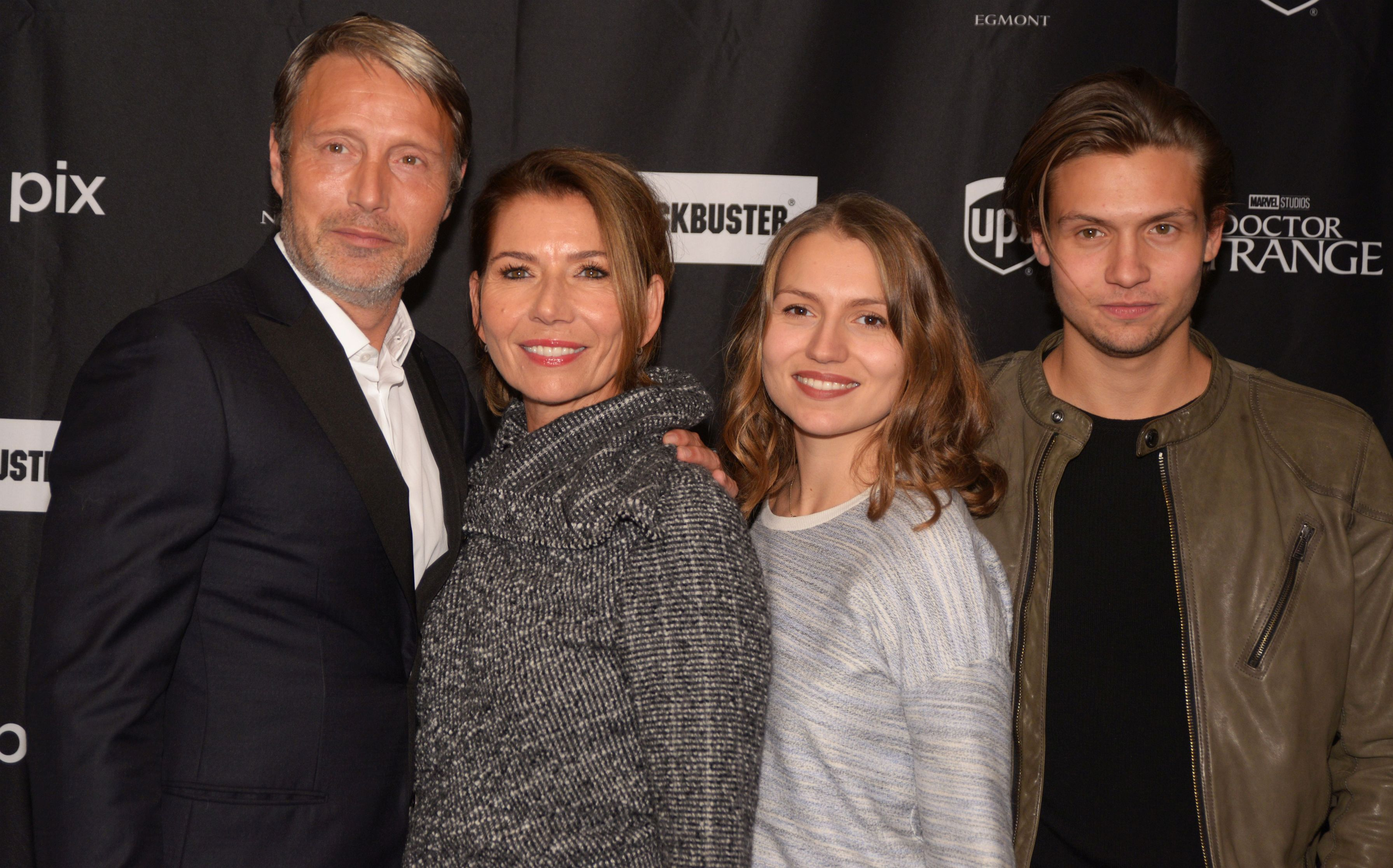
Mads Mikkelsen partecipa al CPH PIX
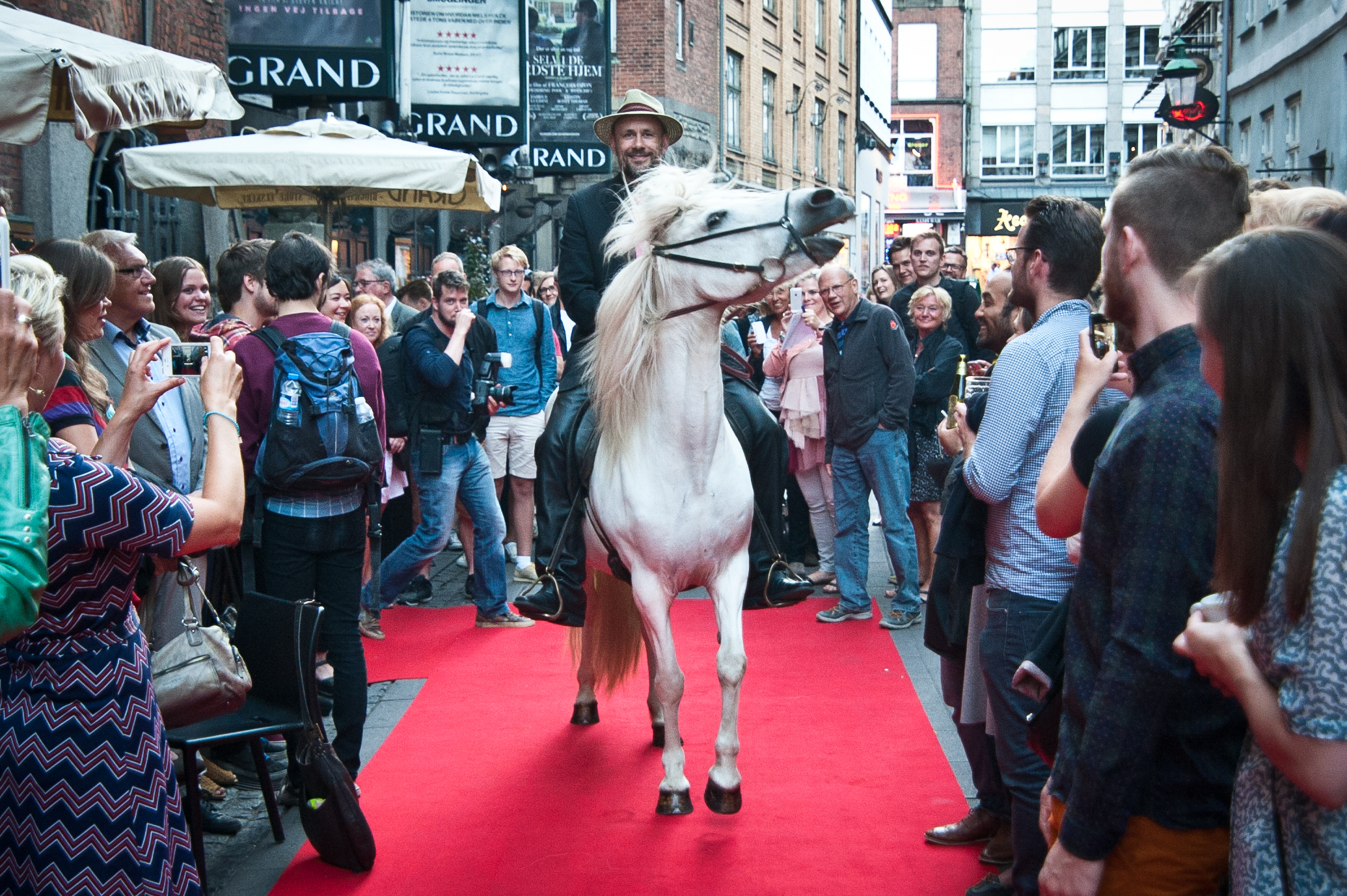
Evento di anteprima di Of Horses and Men
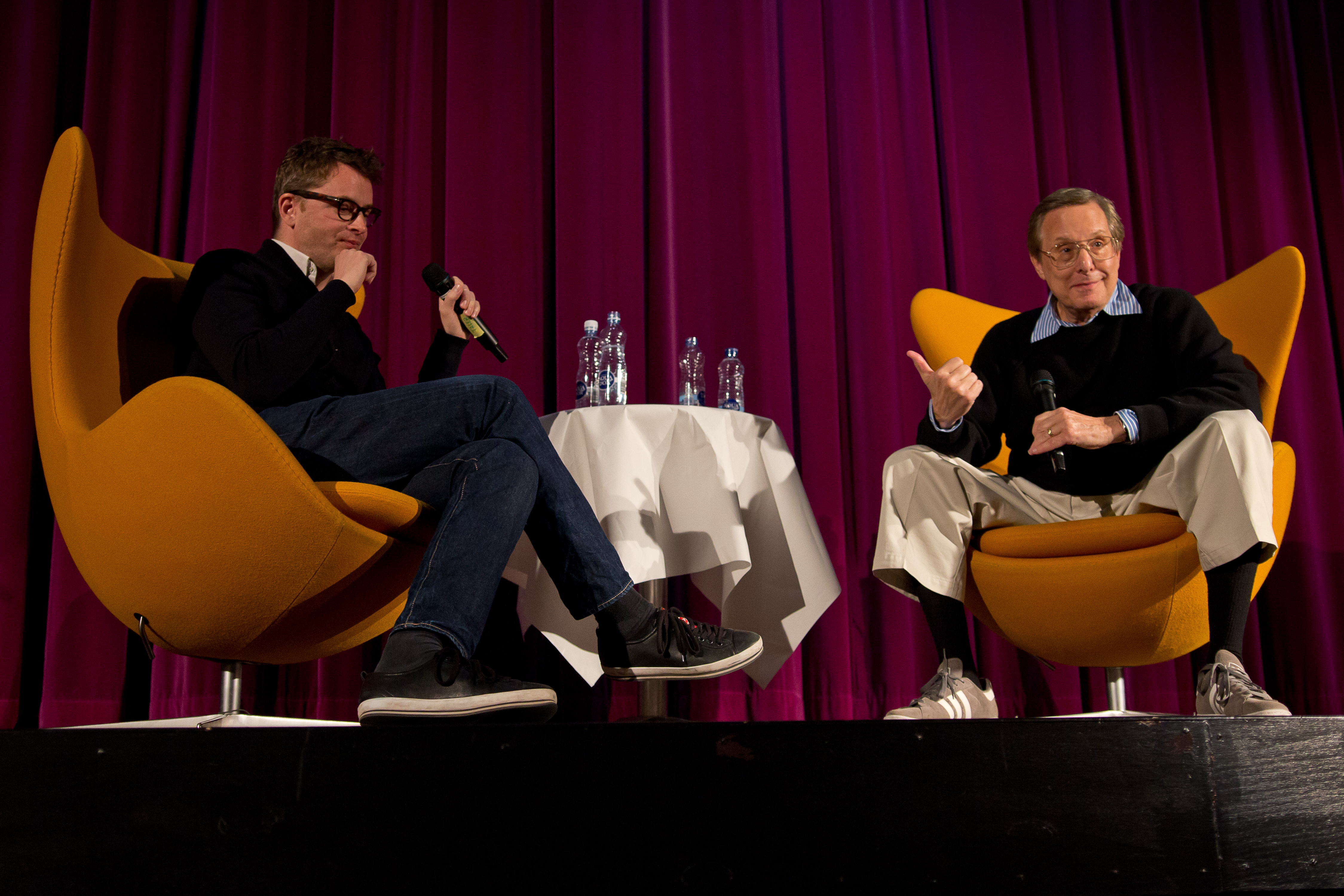
William Friedkin in conversazione con Nicolas Winding Refn al CPH PIX
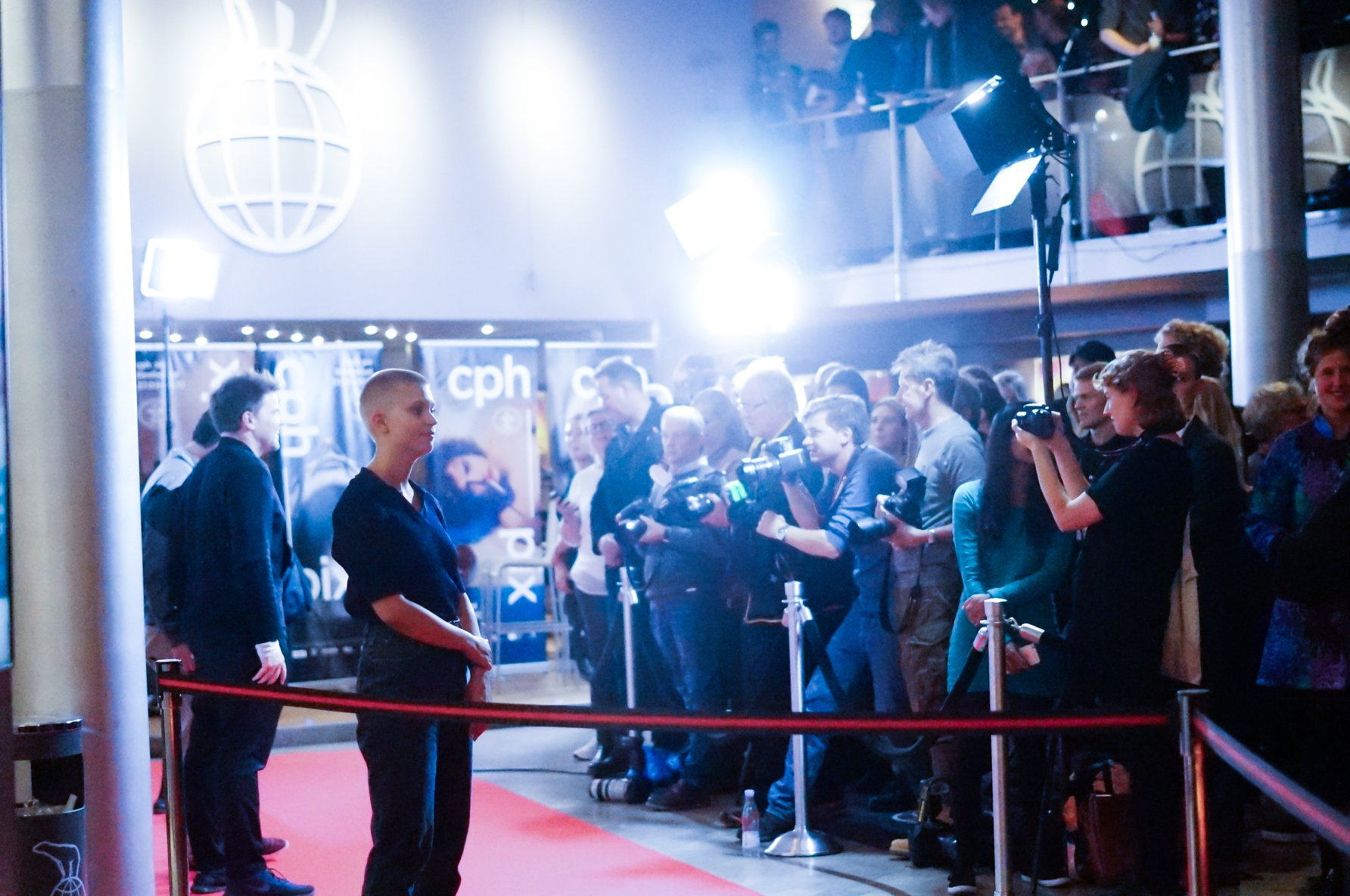
Red carpet per il gala di apertura 2018
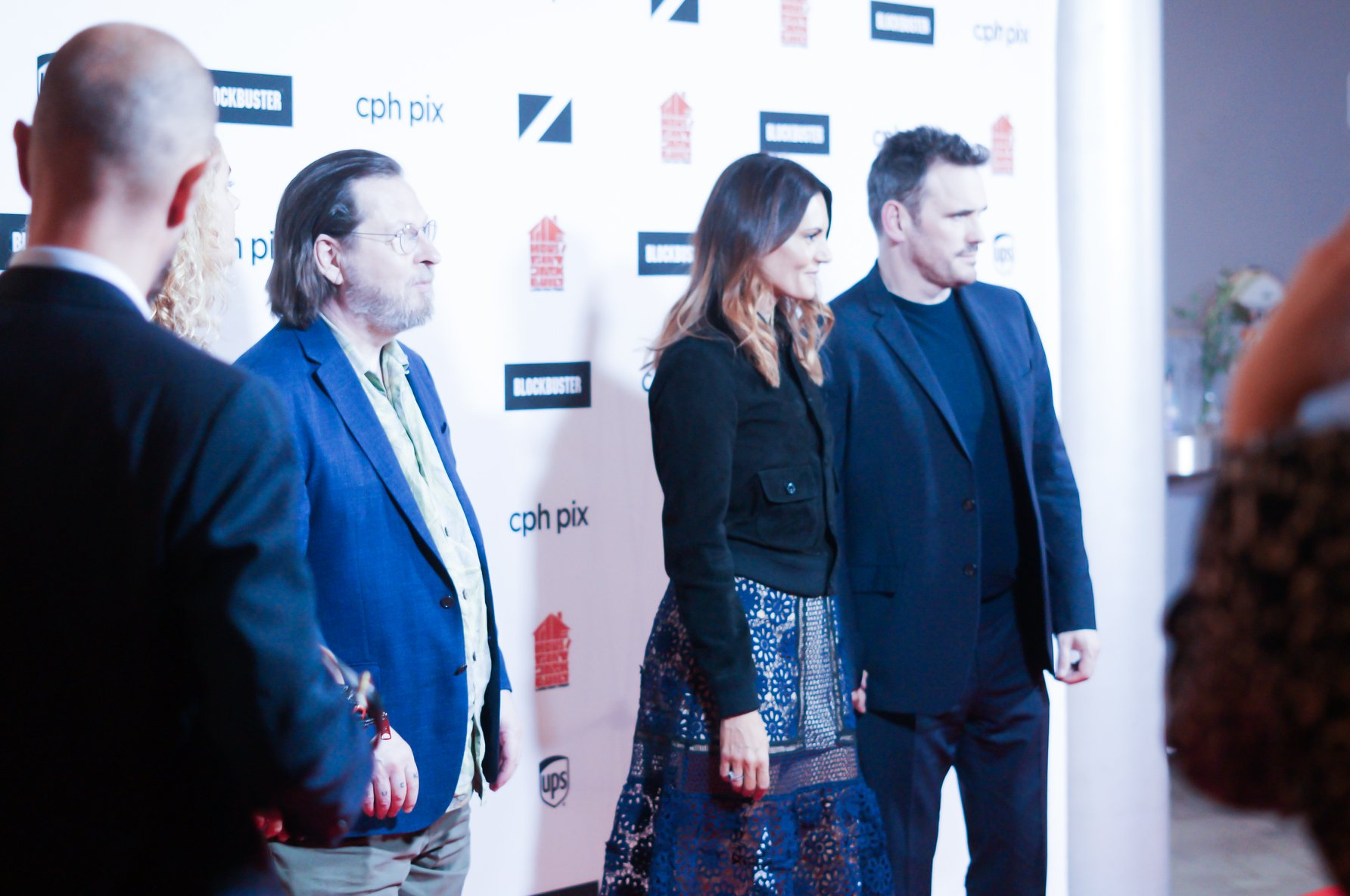
Lars Von Trier e Matt Dillon sul red carpet del gala di apertura della decima edizione del CPH PIX.